# Luigi Lablache
Luigi Lablache   (Nàpols, 6 de desembre de 1794 - Nàpols, 23 de gener de 1858) fou un cantant d'òpera de la corda de baix.
Malgrat que els seus pares eren francesos, Luigi va néixer i es formà a Nàpols. Als dotze anys entrà en el Conservatori de la “Pietà de Turchini” de la seva vila nadiua, i encara essent un nen prengué part en nombrosos concerts.
Durant els seus estudis fugí diversos cops del conservatori, i per a fi, quan comptava divuit anys, fou contractat per l'empresa del teatre "San-Carlino", de la seva ciutat.
El 1817 es presentà a La Scala de Milà, i la seva bella veu de baix produí una explosió d'entusiasme en el públic. Des de llavors recorregué triomfalment els principals teatres d'Europa, en els que per espai de molts anys no conegué rival.
Estrenà, entre d'altres molts significatius, els papers de Ricardo a I Puritani. de Vincenzo Bellini, i de Don Pasquale en l'obra homònima de Gaetano Donizetti, destacant en aquells que li permetien exhibir tota la seva incomparable gamma de baix buf, com fou en el cas de les incomptables oportunitats en les que encarnà Don Bartolo de El barber de Sevilla. En determinats períodes de la seva carrera també actua com baríton en produccions de la "Gran Òpera Francesa".
Com sol ocórrer amb quasi tots els cantants de la seva tessitura, com per exemple també Ronconi, la seva carrera fou molt llarga i no es retirà fins poc temps abans de la seva mort. En aquests últims anys va viure a Londres, on fou mestre de cant de la reina Victòria. Deixà un Méthode de chant (París, 1850). Entre els seus alumnes tingué el baríton francès Joseph Tagliafico. La seva filla Francesca, estava casada amb el tambe cantant i professor de cant Victor von Rokitansky (1836-1896).